# Грис халва
Грис халвата е турски десерт, направен от прясно мляко, масло, захар и пшеничен грис. Някои вариации могат да включват също орехи, стафиди, бадеми или канела.